# Горз
Горз (фр. Gorze) је насељено место у Француској у региону Лорена, у департману Мозел.
По подацима из 2011. године у општини је живело 1213 становника, а густина насељености је износила 67,61 становника/km².

## Демографија
| 1962. | 1968. | 1975. | 1982. | 1990. | 2011. |
| ----- | ----- | ----- | ----- | ----- | ----- |
| 1.203 | 1.122 | 1.204 | 1.254 | 1.389 | 1.213 |